# Гвать Іван
Іван Гвать (псевдонім Юрій Маєрник; 30 березня 1950, Ряшів — 30 листопада 2022) — український публіцист, журналіст, критик.

## Біографія
Народився 30 березня 1950 року в с. Ряшів біля Бардейова. Навчався у Папському Урбаніанський університеті у 1968–1971 роках, потім студіював філософію, східноєвропейську історію та слов'янські літератури в Мюнхенському університеті Людвіга-Максиміліана у Мюнхені. Працював в українській студії радіо «Свобода». У 1995–1998 рр.був провідним редактором на радіо Свобода в Києві, потім працював у Празі. Повернувся в рідне село Ряшів у 2003 р. (Словаччина), працював кореспондентом рубрики «Точка зору».
Помер 30 листопада 2022 року.

## Творчість
Автор багатьох статей про русинів, сучасний політичний стан в Україні. Один з найкращих фахівців з проблем Української греко-католицької церкви, української меншини Словаччини та Польщі.